# Cantón de Crocq
El cantón de Crocq era una división administrativa francesa, que estaba situada en el departamento de Creuse y la región de Limusín.

## Composición
El cantón estaba formado por catorce comunas:
- Basville
- Crocq
- Flayat
- La Mazière-aux-Bons-Hommes
- La Villeneuve
- La Villetelle
- Mérinchal
- Pontcharraud
- Saint-Agnant-près-Crocq
- Saint-Bard
- Saint-Georges-Nigremont
- Saint-Maurice-près-Crocq
- Saint-Oradoux-près-Crocq
- Saint-Pardoux-d'Arnet

## Supresión del cantón de Crocq
En aplicación del Decreto nº 2014-161 de 17 de febrero de 2014, el cantón de Crocq fue suprimido el 22 de marzo de 2015 y sus 14 comunas pasaron a formar parte del nuevo cantón de Auzances.